# Выборгский лен
Вы́боргский лен — одна из феодальных областей Шведского королевства, существовавшая в XIII—XVII веках на части территории Карелии. В ходе крестового похода на Карельскую землю шведами в 1293 году по решению регента шведского короля Торгильса Кнутссона был основан Выборгский замок — административный центр завоёванных земель.
Обосновавшийся в замке ленник короля являлся по сути должностным лицом, управлявшим определённой территорией. Пограничные и так называемые замковые лены были не только весьма доходными, но и позволяли наместникам иметь значительную независимость, в особенности во времена феодальных междоусобиц. Так, после свержения короля Биргера в 1318 году Выборгский лен оказался неподвластным новому правительству Швеции (наместник Выборгского лена Эффлерус в переписке с правительством требовал за возвращение Выборгского лена большой денежный выкуп). Границы лена были официально установлены после заключения между Новгородом и Швецией в 1323 году Ореховецкого мирного договора, закрепившего часть Карельского перешейка вместе с Выборгом за Швецией. Выборгским леном управляли такие известные дротсы как Бу Йонссон Грипп (1371—1386), Карл Кнутссон Бунде (1442—1448), Эрик Аксельссон Тотт (1457—1480) и т. д. Нередко правители выборгского лена вставали и во главе государства.
Выборгский лен просуществовал до административной реформы 1634 года, которая была проведена Акселем Оксеншерной. В новой системе ленов, или губерний (провинций), его сменил Выборгско-Нейшлотский лен.